# Shimada Yuzuru
Shimada Yuzuru (島田 譲 Shimada Yuzuru, sinh ngày 28 tháng 11 năm 1990 ở Mito, Ibaraki) là một cầu thủ bóng đá người Nhật Bản thi đấu cho Fagiano Okayama.

## Thống kê câu lạc bộ
Cập nhật đến ngày 23 tháng 2 năm 2017.
| Thành tích câu lạc bộ | Thành tích câu lạc bộ | Thành tích câu lạc bộ | Giải vô địch | Giải vô địch | Cúp                   | Cúp                   | Tổng cộng | Tổng cộng |
| Mùa giải              | Câu lạc bộ            | Giải vô địch          | Số trận      | Bàn thắng    | Số trận               | Bàn thắng             | Số trận   | Bàn thắng |
| Nhật Bản              | Nhật Bản              | Nhật Bản              | Giải vô địch | Giải vô địch | Cúp Hoàng đế Nhật Bản | Cúp Hoàng đế Nhật Bản | Tổng cộng | Tổng cộng |
| --------------------- | --------------------- | --------------------- | ------------ | ------------ | --------------------- | --------------------- | --------- | --------- |
| 2013                  | Fagiano Okayama       | J2 League             | 22           | 1            | 2                     | 1                     | 24        | 2         |
| 2014                  | Fagiano Okayama       | J2 League             | 21           | 2            | 1                     | 0                     | 22        | 2         |
| 2015                  | Fagiano Okayama       | J2 League             | 31           | 0            | 0                     | 0                     | 31        | 0         |
| 2016                  | Fagiano Okayama       | J2 League             | 29           | 0            | 3                     | 0                     | 32        | 0         |
| Tổng cộng sự nghiệp   | Tổng cộng sự nghiệp   | Tổng cộng sự nghiệp   | 103          | 3            | 6                     | 0                     | 109       | 3         |